# Xerosicyos
Xerosicyos là một chi thực vật có hoa trong họ Cucurbitaceae, được Jean-Henri Humbert thiết lập năm 1939.

## Các loài
Chi Xerosicyos gồm 6 loài đặc hữu Madagascar:
- Xerosicyos danguyi Humbert, 1939
- Xerosicyos decaryi Guillaumin & Keraudren, 1960
- Xerosicyos hirtellus (Humbert) H.Schaef. & S.S.Renner, 2011
- Xerosicyos perrieri Humbert, 1939
- Xerosicyos pubescens Keraudren, 1965
- Xerosicyos tripartitus (Humbert) H.Schaef. & S.S.Renner, 2011